# Аполо Бич (Флорида)
Аполо Бич (енгл. Apollo Beach) насељено је место без административног статуса у америчкој савезној држави Флорида.

## Демографија
По попису из 2010. године број становника је 14.055, што је 6.611 (88,8%) становника више него 2000. године.
| Група             | 2000.         | 2010.          |
| Белци             | 6.631 (89,1%) | 10.869 (77,3%) |
| Афроамериканци    | 63 (0,8%)     | 836 (5,9%)     |
| Азијати           | 104 (1,4%)    | 355 (2,5%)     |
| Хиспаноамериканци | 553 (7,4%)    | 1.780 (12,7%)  |
| Укупно            | 7.444         | 14.055         |